# Politique en Guadeloupe
Pour un article plus général, voir Guadeloupe.
Colonie française de 1635 à 1946, la Guadeloupe devient un département d'outre-mer en 1946 et une région ultrapériphérique de l'Union européenne en 1958. En 1982, la Guadeloupe devient une région française. En 2007, Saint-Barthélémy et Saint-Martin deviennent des collectivités d'outre-mer. La Guadeloupe est divisée en 21 cantons, 4 circonscriptions et 32 communes. Au niveau européen elle fait partie de la Section Atlantique de la circonscription Outre-Mer. Son chef-lieu est Basse-Terre et sa sous-préfecture est Pointe-à-Pitre. En 2014, le Conseil régional de la Guadeloupe devient membre associé de l'Association des États de la Caraïbe.

## Histoire de la politique en Guadeloupe

### Les années 1940

#### Les municipales de 1945
En 1945, les électeurs guadeloupéens sont appelés aux urnes alors que la Guadeloupe est encore une colonie française. Dans les 34 communes que compte l'archipel, ce sont majoritairement des maires de gauche qui remportent le scrutin. À l'issue de ces élections, on compte 10 maires radicaux socialistes, 9 maires membres de la Section française de l'Internationale ouvrière, 7 maires membres du Parti communiste, 2 maires indépendants socialistes et 6 maires indépendants.

#### Les municipales de 1947
En 1947, de nouvelles élections municipales ont lieu dans toute la France dans un contexte de début de Guerre froide. La gauche remporte 22 mairies à l'issue de ces élections contre 10 pour la droite. 2 communes, Terre-de-Haut et Saint-Barthélémy, sont remportées par des Républicains indépendants.

### La première décennie socialiste  (1958-1968)

#### Les législatives de 1958
Au cours des élections législatives de 1958, deux députés de droite et un de gauche sont élus : Pierre Monnerville de la SFIO dans la première circonscription de la Guadeloupe, Gaston Feuillard de l'IPAS dans la quatrième circonscription de la Guadeloupe et Médard Albrand de l'UNR dans la deuxième circonscription de la Guadeloupe.

#### Les sénatoriales de 1958
Lors des élections sénatoriales de 1958, les socialistes Lucien Bernier et Amédée Valeau sont élus sénateurs. En 1959, René Toribio remplace Amédée Valeau.

#### Les cantonales de 1958
Le socialiste Henri Rinaldo est élu président du conseil général qu'il dirige jusqu'en 1973.

#### Les législatives de 1967
Le communiste Paul Lacavé est élu dans la première circonscription alors que le socialiste Paul Valentino est élu dans la deuxième circonscription. Dans la troisième circonscription c'est la gaulliste Albertine Baclet qui est élue. Cependant, en 1968, de nouvelles élections sont organisées dans la deuxième circonscription, permettant à l'Union des démocrates pour la République d'obtenir un député supplémentaire en la personne de Léopold Hélène. Mais en 1968, de nouvelles élections sont organisées dans la troisième circonscription et Albertine Baclet est battue au profit de l'ancien député de gauche Gaston Feuillard.

#### Les sénatoriales de 1968
Un sénateur communiste, Marcel Gargar, et un ancien socialiste devenu gaulliste, Amédée Valeau sont élus.

### Implosion de la gauche et poussée de la droite (1974-1979)

#### Réélection au conseil général
Le socialiste Lucien Bernier est élu président du conseil général. En 1974, il rompt avec le Parti socialiste de François Mitterrand  pour se tourner vers l'UDF de Valéry Giscard d'Estaing. Considéré comme un traitre, en 1976 il est battu par son ex-camarade socialiste Georges Dagonia.

#### Législatives et sénatoriales de 1973
Le socialiste Frédéric Jalton est élu dans la première circonscription, le communiste Hégésippe Ibéné dans la deuxième circonscription et le gaulliste Raymond Guillod dans la troisième circonscription. 

Aux sénatoriales, le communiste Marcel Gargar et le gaulliste Amédée Valeau sont réélus.

#### Les législatives et sénatoriales 1978
Les trois députés élus sont de droite : Mariani Maximin et José Moustache du RPR, ainsi que Raymond Guilliod de l'UPR. 
En revanche, aux sénatoriales, ce sont deux sénateurs de gauche : le communiste Marcel Gargar et l'ancien président socialiste du conseil général Georges Dagonia.

#### Les cantonales de 1976
Battu en 1976, Lucien Bernier, désormais à droite, est élu président du conseil général en 1979.

### Les années 1980

#### Les législatives de 1981
Le socialiste Frédéric Jalton, le communiste Ernest Moutoussamy et le centriste Marcel Esdras sont élus députés.

#### Les cantonales de 1982
La candidate du RPR, Lucette Michaux-Chevry succède à Lucien Bernier en devenant présidente du conseil général de la Guadeloupe.

#### Les régionales de 1983
Pour la première fois de l'histoire, les guadeloupéens peuvent élire le président du conseil régional au suffrage universel. La liste de Lucette Michaux-Chevry arrive en tête avec 44,76 % des voix. Pour éviter le cumul des mandats, c'est José Moustache qui est élu président du conseil régional. Les deux assemblées majeures de Guadeloupe sont dirigées par la droite.

#### Les cantonales de 1985
Le socialiste Dominique Larifla est élu président du Conseil général de la Guadeloupe.

#### Les législatives de 1986
Le socialiste Frédéric Jalton, le communiste Ernest Moutoussamy, et les 2 candidats du RPR Henri Beaujean et Édouard Chammougon sont élus députés à la proportionnelle.

#### Les sénatoriales de 1986
Le communiste Henri Bangou, et le socialiste François Louisy sont élus sénateurs.

#### les régionales et les cantonales de 1986
Le RPR choisit de ne pas reconduire le président sortant José Moustache qui mène une liste dissidente qui obtient 11,52 % des voix. Lucette Michaux-Chevry, candidate officielle du RPR arrive en tête avec 34,09 % des voix. Mais c'est le socialiste Dominique Larifla (27,85 %) qui est élu président du conseil régional grâce à un accord avec la tête de liste du Parti communiste guadeloupéen Jérôme Cléry (23,78 %). Afin de ne pas cumuler les mandats, Dominique Larifla est remplacé par Félix Proto. Les deux assemblées majeures sont à gauche.

#### les législatives de 1988
Le communiste Ernest Moutoussamy, les socialistes Frédéric Jalton et Dominique Larifla, ainsi que l'ancienne présidente RPR du conseil général Lucette Michaux Chevry sont élus députés.

### L'ère Michaux-Chevry

#### les législatives partielles de 1992
Deux députés de droite Édouard Chammougon et Philippe Chaulet sont élus.

#### les élections régionales de 1992
La liste de l'ancienne députée RPR, Lucette Michaux-Chevry, arrive en tête avec 29,27 % des voix. Mais la gauche est largement majoritaire avec 54,95 % des voix. Cependant, elle demeure divisée à cause de la rivalité entre ses deux leaders, Dominique Larifla, président du conseil général, et Frédéric Jalton, député. À la surprise générale, Lucette Michaux-Chevry parvient à se faire élire présidente du conseil régional grâce aux voix du groupe Larifla. Ces élections sont ensuite annulées et reportées à 1993.

#### les élections régionales de 1993
Lucette Michaux-Chevry obtient 48,30 % des voix tandis que les candidats de gauche toujours divisés obtiennent 47,34 % des voix. 

#### les législatives et les sénatoriales de 1995
La gauche obtient 3 députés: le socialiste Patrice Tirolien, qui est remplacé par Daniel Marsin en 1997, le socialiste Léo Andy, et le communiste Ernest Moutoussamy. Le député RPR Philippe Chaulet est réélu. 
Le socialiste, président du conseil général, Dominique Larifla, et la chiraquienne, présidente du conseil régional, Lucette Michaux-Chevry sont élus sénateurs et s'imposent comme les leaders de la gauche et de la droite en Guadeloupe.

#### Les élections cantonales et régionales de 1998
Lucette Michaux-Chevry est réélue présidente de région avec 48,03 % des voix face au socialiste Jacques Gillot qui obtient 24,49 % des voix.
Aux cantonales, c'est le communiste Marcellin Lubeth qui remporte le scrutin, mettant fin à la période Chevry-Larifla.

#### Les élections cantonales de 2001
Le socialiste Jacques Gillot, membre de Guadeloupe unie, socialisme et réalités, parti de Dominique Larifla est élu président du conseil général.

#### Les législatives de 2002
Le socialiste Éric Jalton s'impose dans la 1re circonscription. Dans la deuxième et la troisième circonscription, c'est l'UMP qui s'impose avec Gabrielle Louis-Carabin et Joël Beaugendre. Le socialiste Victorin Lurel, nouveau maire de la commune de Vieux-Habitants qu'il a ravie à la droite, crée la surprise en gagnant dans la quatrième circonscription, face au député UMP sortant Philippe Chaulet.

#### Le tournant du référendum de 2003
Le 7 décembre 2003, la fusion du Conseil général de la Guadeloupe et du Conseil régional de la Guadeloupe est rejetée par 72,98 % des suffrages exprimés. Ce rejet est un camouflet pour la présidente de région RPR Lucette Michaux-Chevry, désormais affaiblie politiquement. Le député socialiste Victorin Lurel, l'un des rares opposants à la fusion des deux assemblées devient de facto le leader de l'opposition et se prépare à conquérir la région en 2004. Cependant les électeurs de Saint-Barthélémy et de Saint-Martin votent en faveur de l'évolution de leurs communes en Collectivité d'outre-mer avec respectivement 95,51 % et 76,17 % des suffrages exprimés.

### L'ère Lurel

#### La défaite de Lucette Michaux-Chevry
Lors des élections régionales de mars 2004, La liste de Victorin Lurel devance celle de Lucette Michaux-Chevry, affaiblie politiquement, avec 44,29 % des voix au premier tour et 58,23 % des voix au second tour. Victorin Lurel devient le nouveau président du conseil régional.
Son ami Jacques Gillot est réélu président du conseil général de la Guadeloupe à l'issue des élections cantonales de mars 2004. Pour la première fois depuis 1992, les deux assemblées majeures de la Guadeloupe sont à gauche.

#### Les européennes de 2004
Le candidat des Verts Harry Durimel arrive en tête dans le département avec 47,47 % des voix.

#### Les sénatoriales de 2004
La gauche obtient 2 sénateurs sur 3 avec le président du conseil général Jacques Gillot et Daniel Marsin du Rassemblement démocratique et social européen. La présidente déchue du conseil régional Lucette Michaux-Chevry permet à la droite d'avoir un sénateur.

#### Les législatives de 2007
La gauche remporte ce scrutin avec 3 députés sur 4 : Éric Jalton dans la première circonscription, Jeanny Marc dans la troisième circonscription et le président du conseil régional Victorin Lurel dans la quatrième circonscription. La droite s'impose dans la deuxième circonscription avec Gabrielle Louis-Carabin.

#### Les municipales de 2008
La gauche unie autour de ses deux leaders Victorin Lurel et Jacques Gillot remporte 24 mairies sur les 32 que compte l'archipel. La droite ne gagne que dans 8 communes.

#### Les cantonales et les sénatoriales de 2008
À l'issue des élections cantonales, Jacques Gillot est pour la troisième fois élu président du Conseil général de la Guadeloupe avec l'appui de Victorin Lurel. Il est également réélu sénateur.
Daniel Marsin et Lucette Michaux-Chevry sont eux aussi réélus sénateurs.

#### Les européennes de 2009
En Guadeloupe, Harry Durimel de Caraïbe Écologie Les Verts Guadeloupe obtient 51,38 % des voix avec le soutien inattendu de la députée UMP Gabrielle Louis-Carabin.

#### Les régionales de 2010
Le député socialiste Victorin Lurel est le seul président de région de France à être réélu dès le premier tour. En effet, sa liste d'union de la gauche, sur laquelle figure en deuxième position la députée UMP Gabrielle Louis-Carabin obtient la majorité absolue, soit 56,51 % des voix, avec un taux de participation de seulement 49,81 % et une abstention record de 50,19 %.
La liste de la majorité présidentielle menée par Blaise Aldo, sur laquelle figure en deuxième position la secrétaire d’État chargée des DOM-TOM Marie-Luce Penchard, n'obtient que 14,01 % des voix. Avec 4 sièges sur 41, la droite obtient son pire résultat dans une élection régionale en Guadeloupe.
Le candidat dissident du Parti socialiste, le député Éric Jalton obtient 12,40 % des voix.

La députée socialiste Jeanny Marc obtient 2,82 % des voix.

#### Les cantonales de 2011
Jacques Gillot est élu président du conseil général pour la quatrième fois consécutive à l'issue des élections cantonales. Cette élection est marquée par la rivalité entre la fédération guadeloupéenne du Parti socialiste de Victorin Lurel, et le parti de  Jacques Gillot, Guadeloupe unie, socialisme et réalités. La droite divisée sort de cette élection avec seulement 8 sièges contre 32 pour la gauche.

#### Les sénatoriales de 2011
La gauche remporte le scrutin avec Félix Desplan, Jacques Cornano et Jacques Gillot.
La droite n'obtient aucun sénateur pour la première fois depuis 1986.

#### Les législatives de 2012
Dans la première circonscription, le socialiste Éric Jalton est réélu au second tour avec 66,79 % des voix face au candidat écologiste Harry Durimel qui obtient 33,21 % des voix.
Dans la deuxième circonscription, Gabrielle Louis-Carabin, désormais divers gauche, est réélue au second tour avec 71,75 % des voix face à son ancien suppléant Laurent Bernier, secrétaire départemental de l'UMP, qui obtient 28,25 % des voix.
Dans la troisième circonscription, Ary Chalus, candidat de Guadeloupe unie, socialisme et réalités, soutenu par Jacques Gillot est élu au second tour avec 51,19 % des voix face à Max Mathiasin, secrétaire fédéral du Parti socialiste, soutenu par le ministre des Outre-Mer, Victorin Lurel. 
Dans la quatrième circonscription, Victorin Lurel, désormais ministre des Outre-Mer est réélu député dès le premier tour avec 67,23 % des voix face à la candidate de l'UMP, l'ex ministre chargée de l'outre-mer Marie-Luce Penchard, qui obtient 22,89 % des voix.
La droite n'obtient aucun député pour la première fois de son histoire.

#### Les municipales de 2014
La gauche remporte ces élections en gagnant 24 mairies sur 32. Toutefois elle ne progresse pas en nombre de mairies par rapport à 2008. Des candidats de droite étaient présents dans 18 communes, toutefois, tous n'étaient pas soutenu par l'UMP et l'UDI. La droite remporte 8 mairies comme en 2008 où elle était présente dans presque toutes les communes.
La défaite du ministre des Outre-mers Victorin Lurel, dans son fief de Vieux-Habitants, est la grande surprise de ces élections municipales en Guadeloupe. En effet, la liste de l'ancien maire UMP Aramis Arbau, qui avait été battu en 2001 par Victorin Lurel, obtient la majorité absolue dès le premier tour avec 52,44 % des voix tandis que la liste du maire sortant, Georges Clairy, sur laquelle figure en vingt-neuvième position le ministre des Outre-mers Victorin Lurel n'obtient que 44,61 % des voix. C'est la première défaite en 17 ans pour Victorin Lurel qui ne retrouve pas son poste de ministre des Outre-mers lors du remaniement ministériel.
À Basse-Terre, chef-lieu de la Guadeloupe, la liste de Lucette Michaux-Chevry sur laquelle figure en troisième position Marie-Luce Penchard obtient la majorité absolue dès le premier tour avec 56,36 % des voix face au socialiste André Atallah, qui n'obtient que 24,58 % des voix, malgré le soutien actif dont il bénéficie de la part du ministre des Outre-mers Victorin Lurel durant toute la campagne et la pré-campagne. Le divers droite Guy Georges obtient 9,6 % des voix et l'indépendantiste Roland Enzelin 9,44 % des voix. Marie-Luce Penchard est élu maire maire de Basse-Terre le 16 mai 2014. 
À Pointe-à-Pitre, sous préfecture de la Guadeloupe, le maire sortant divers gauche du Parti progressiste démocratique guadeloupéen, Jacques Bangou, est réélu au premier tour avec 51,54 % des voix face au candidat de Caraïbe Écologie Les Verts Guadeloupe, Harry Durimel, qui obtient 29,97 % des voix. Le candidat du Parti socialiste Claude Barfleur obtient 12,64 % des voix. Le candidat divers droite Henri Yoyotte, généralement classé à l'extrême droite, obtient 5,82 % des voix, soit 1 siège au conseil municipal de Pointe-à-Pitre.

#### Les européennes de 2014
Pour la première fois depuis les élections régionales de 1998, la droite arrive en tête d'un scrutin électoral en Guadeloupe malgré un taux d'abstention record de 90,74 %. La liste de l'UMP, menée par l'euro-député sortant Maurice Ponga et sur laquelle figure en troisième position le secrétaire départemental de l'UMP Laurent Bernier, obtient 27,88 % des voix alors que la liste du Parti socialiste, menée par Philippe Leconstant, arrive en deuxième position avec 23,35 % des voix. La liste du Front national menée par Marie-Luce Brazier Clain obtient 8,65 % des voix et arrive en deuxième position dans la commune de Saint-François. Le Front national réalise le meilleur score de son histoire en Guadeloupe.

#### Les départementales de 2015
La fédération guadeloupéenne du Parti Socialiste remporte 26 cantons. Le GUSR remporte 11 cantons. La droite remporte 2 cantons.

#### Les régionales de 2015
La liste menée par Ary Chalus remporte 28 sièges sur 41.

## Les courants politiques
La vie politique guadeloupéenne s'articule, pour l'essentiel, autour de partis locaux, de fédérations de partis nationaux et de personnalités politiques locales.

### Extrême gauche
- Comité d’initiative pour un projet alternatif (Cippa) : fondé en 2009 par Alain Plaisir.
- Combat ouvrier (CO) : groupe trotskyste membre de l'UCI comme Lutte ouvrière et fondé en 1971 en Guadeloupe. Ses porte-parole sont Ghislaine Joachim-Arnaud et Jean-Marie Nomertin.
- Mouvman Gwadloupéyen (MG) : parti indépendantiste de gauche fondé en juin 1997 par Ary Broussillon, dissident de l'UPLG.
- Parti communiste guadeloupéen (PCG) : fondé en 1944, comme section du PCF, indépendante depuis 1958. Le secrétaire général est Félix Flémin.
- Union populaire pour la libération de la Guadeloupe (UPLG) : parti indépendantiste fondé en 1978 dont le secrétaire général est Gaston Samut.
- Konvwa pou Liberasyon Nasyonal Gwadloup (Convoi pour la libération nationale de la Guadeloupe) : fondé en 1997 par Luc Reinette.

### Gauche
- Caraïbe Écologie Les Verts Guadeloupe dont le porte parole est Harry Durimel.
- Guadeloupe unie, socialisme et réalités (GUSR) : parti social-libéral (ou social-démocrate) fondé par Dominique Larifla. Parti local issu de la fédération guadeloupéenne du Parti socialiste français et à présent proche de Gauche moderne de Jean-Marie Bockel. L'actuel président du GUSR est Guy Losbar.
- La Fédération guadeloupéenne du Parti socialiste (FGPS) dont le premier secrétaire est Max Mathiasin depuis le 8 mai 2011.
- Le Parti de gauche Gwadloup dont le secrétaire départemental est Guilhem Saltel.
- Parti progressiste démocratique guadeloupéen (PPDG), fondé en 1991 par Henri Bangou et Ernest Moutoussamy. Créé par des militants du Parti communiste guadeloupéen à la suite de la disparition de l'URSS.
- Parti socialiste guadeloupéen, fondé par José Toribio. Le premier secrétaire fédéral en 2023 est Olivier Nicolas[réf. nécessaire].
- Renouveau socialiste : fondé en 2003 par Daniel Marsin, sénateur RDSE.

### Centre
- La Gauche moderne dont le porte-parole est Daniel Marsin.
- Le Mouvement démocrate Guadeloupe (MoDem) dont la présidente est Marie-Claire Pozzoli-Boyer.
- Les Centristes de Guadeloupe (composante de l'UDI) dont le Président est Rudy Faro.

### Droite
- Nofwap, la Guadeloupe en Action, dont la présidente est Octavie Losio[réf. nécessaire].
- Parti chrétien-démocrate,  dont le délégué départemental est Jean Kassis.
- Rassemblement pour la Guadeloupe, fondé par Henriette Solignac.
- Rassemblement pour la Guadeloupe française et caribéenne (RPGFC), fondé par Blaise Aldo.
- Union des démocrates et indépendants dont la déléguée départementale est Jessica Compper.
- Les Républicains dont la présidente départementale est Sonia Petro.
- Mouvement national démocrate pointois (MNDP) : mouvement d'union nationaliste démocrate constitué en décembre 2007.

### Extrême droite
- Rassemblement national (RN) dont le délégué départemental est Rody Tolassy.

## Principales personnalités politiques guadeloupéennes
- Ary Chalus, conseiller communautaire, député, maire de Baie-Mahault, GUSR.
- Éric Jalton, député, maire des Abymes, président de la communauté d'agglomération du Sud Grande-Terre, PS.
- Félix Desplan, sénateur, PS.
- Gabrielle Louis-Carabin, députée, maire du Moule, Présidente de la communauté d'agglomération du Nord-Est Grande-Terre, PS.
- Jacques Bangou, conseiller communautaire, maire de Pointe-à-Pitre, PPDG.
- Jacques Cornano, conseiller communautaire, maire de Saint-Louis, sénateur, app. PS.
- Jacques Gillot, conseiller départemental, sénateur, GUSR.
- Josette Borel-Lincertin, présidente du Conseil départemental de la Guadeloupe, PS.
- Lucette Michaux-Chevry, conseillère municipale, présidente de la Communauté d'agglomération du sud Basse-Terre, UMP.
- Marie-Luce Penchard, conseillère communautaire, conseillère régionale, maire de Basse-Terre, UMP.
- Victorin Lurel, député, Président du Conseil régional de la Guadeloupe, PS.

## Évolution institutionnelle et statutaire
Le 7 décembre 2003, la fusion du Conseil général de la Guadeloupe et du Conseil régional de la Guadeloupe est rejetée par 72,98 % des suffrages exprimés. Cependant les électeurs de Saint-Barthélémy et de Saint-Martin votent en faveur de l'évolution de leurs communes en Collectivité d'outre-mer avec respectivement 95,51 % et 76,17 % des suffrages exprimés.

## La question de l'indépendance
Les mouvements indépendantistes guadeloupéens s'impliquent peu dans la vie politique locale. L'Union populaire pour la libération de la Guadeloupe est représentée au Conseil général de la Guadeloupe par Jean-Marie Hubert. En revanche de nombreuses organisations syndicales comme l'Union générale des travailleurs de Guadeloupe sont ouvertement indépendantistes.

## Intégration de la Guadeloupe dans la Caraïbe
Le 31 août 2012, la Guadeloupe est devenue membre associée de la Commission économique pour l'Amérique latine et les Caraïbes.
Le 14 avril 2014, le Conseil régional de la Guadeloupe est devenu membre associé de l'Association des États de la Caraïbe.

## Synthèse sur le paysage politique de la Guadeloupe
| Élection / collectivités                 | Droite                             | Gauche,                       |
| ---------------------------------------- | ---------------------------------- | ----------------------------- |
| Élection présidentielle de 1965 (2dtour) | 85,91 % (Charles de Gaulle)        | 14,09 % (François Mitterrand) |
| Élection présidentielle de 1969 (2dtour) | 81,97 % (Georges Pompidou)         |                               |
| Élection présidentielle de 1974 (2dtour) | 43,61 % (Valéry Giscard d'Estaing) | 56,39% (François Mitterrand)  |
| Élection présidentielle de 1981 (2dtour) | 78,46 % (Valéry Giscard d'Estaing) | 21,54 % (François Mitterrand) |
| Élection présidentielle de 1988 (2dtour) | 30,59 % (Jacques Chirac)           | 69,41 % (François Mitterrand) |
| Élection présidentielle de 1995 (2dtour) | 44,90 % (Jacques Chirac)           | 55,10 % (Lionel Jospin)       |
| Élection présidentielle de 2002 (2dtour) | 91,28 % (Jacques Chirac)           |                               |
| Élection présidentielle de 2007 (2dtour) | 48,43 % (Nicolas Sarkozy)          | 51,57 % (Ségolène Royal)      |
| Élection présidentielle de 2012 (2dtour) | 28,06 % (Nicolas Sarkozy)          | 71,94 % (François Hollande)   |
| Conseil régional                         | 2 (LR), 1 (UDI), 3 (DVD)           | 22 (GUSR),12 (PS),1 (EELV)    |
| Conseil départemental                    | 0                                  | 1 (PS)                        |
| Députés de Guadeloupe                    | 0                                  | 1 (PS), 1 (GUSR), 2 (DVG)     |
| Sénateurs de Guadeloupe                  | 0                                  | 1 (GUSR), 1 (PS), 1(DVG)      |
| Villes (préfecture & sous-préfecture)    | 1 (Basse-Terre)                    | 1 (Pointe-à-Pitre)            |
| Communes                                 | 8 (DVD, UDI, LR)                   | 24 (DVG, GUSR, PCG, PPDG, PS) |